# Fuerte de Alfonso XII (Navarra)
El Fuerte de Alfonso XII o de San Cristóbal es una fortaleza militar situada en el monte Ezcaba o San Cristóbal, del que toma el nombre popular con que se le conoce, dentro del término municipal de Ansoain en la Cuenca de Pamplona en la Comunidad Foral de Navarra en España, muy cerca de la ciudad de Pamplona. Fue construido a finales del siglo XIX y principios del XX. Por su ubicación y altura, domina la comarca de la capital navarra desde el norte, lo que ha provocado que haya estado siempre muy presente en la vida y la historia de la ciudad.
El nombre oficial es rey Alfonso XII, ya que fue realizado bajo su reinado, como consta en la puerta de entrada. Además, son conocidos por el mismo nombre otros edificios que le precedieron, como fueron una ermita y un castillo en el siglo XIII y posteriormente, en el siglo XVI, una basílica dedicados al santo.
Fue construido para la defensa de la capital Navarra pero pronto quedó obsoleto por el desarrollo de la tecnología militar y pasó a ser prisión, primero militar y luego civil. En 1938, en el contexto de la Guerra civil española, cuando se utilizaba para el encarcelamiento de presos (Navarra estaba bajo el control de las tropas alzadas contra el gobierno de la II república española y los presos allí encarcelados eran considerados contrarios al Alzamiento) se produjo la fuga de 795 presos, de los cuales murieron 206 bien en las labores de persecución o fueron ejecutadas posteriormente. En 1941 fue destinado a sanatorio de tuberculosos y en 1946 pasó a ser depósito de municiones hasta 1987, cuando es abandonado pero se mantiene bajo vigilancia militar hasta 1991, que quedó definitivamente abandonado. El 16 de noviembre de 2001 fue declarado Bien de interés cultural. La propiedad de las instalaciones la mantiene el Ministerio de Defensa de España.

## Construcción

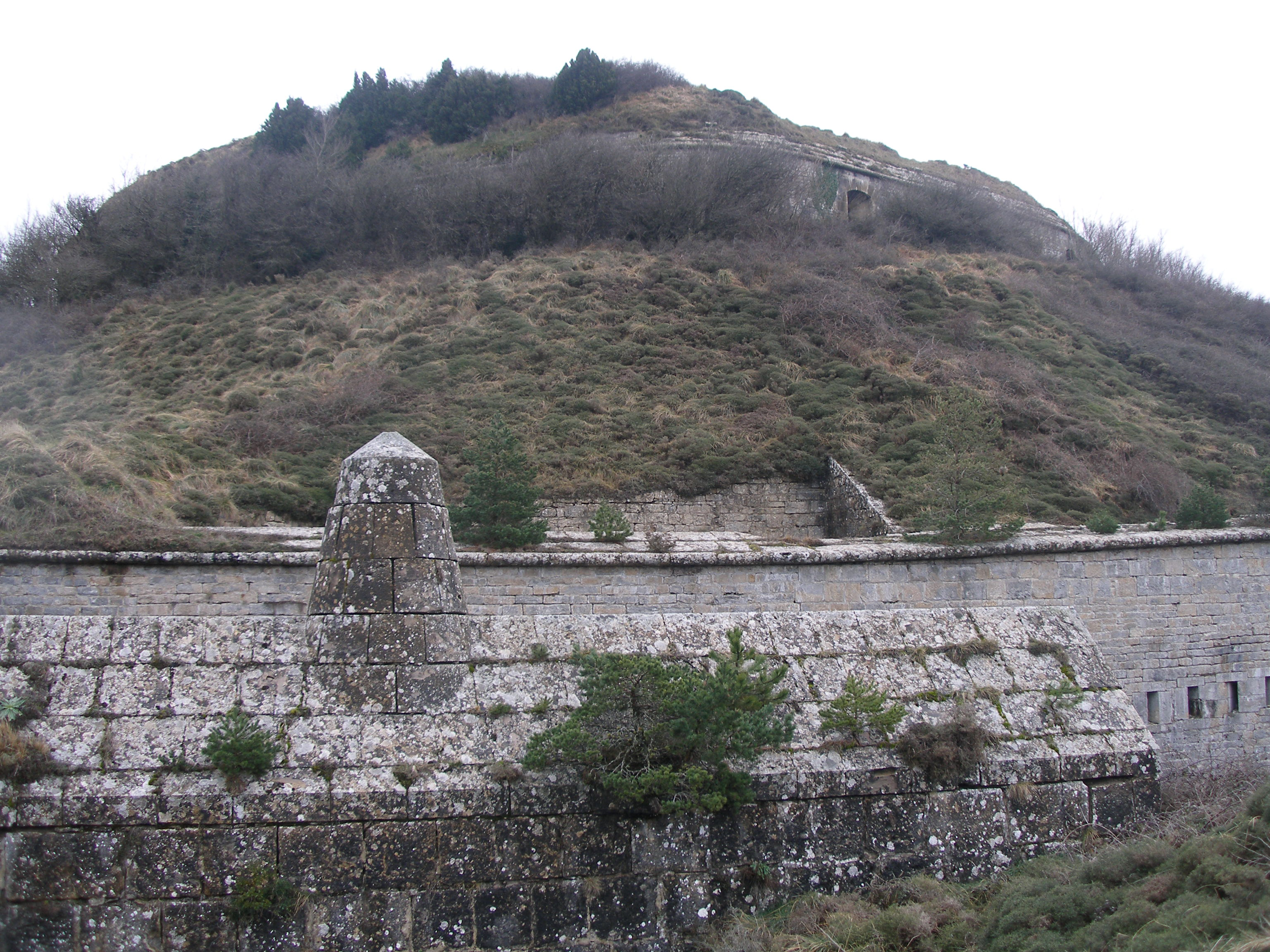
Cara posterior del fuerte.

La ejecución del fuerte comenzó después de la Guerra carlista, formando parte de la defensa del Pirineo mediante campos atrincherados, del que el Fuerte fue el único en ser construido dentro del campo atrincherado de Pamplona. Otros campos atrincherados previstos y tampoco terminados fueron los de Oyarzun (fuertes de Guadalupe, San Marcos y Choritoquieta), Jaca (Rapitán), Biescas (Santa Elena), Canfranc (Coll de Ladrones, Batería de Sagüeta y dos torres fusileras) y Gerona (Fuerte de San Julián de Ramis).
Esta fortaleza, la mayor de tipo poligonal del Pirineo, fue proyectada por el coronel de Ingenieros Miguel Ortega y dirigida por el comandante de Ingenieros José de Luna y Orfila. Las obras se prolongaron desde 1878 hasta 1919. Para la construcción se dinamitó la cumbre del monte, lo cual permitió que se edificara la estructura de tres pisos en el interior de la montaña, ocultándola del exterior con dos metros de tierra. Se encuentra rodeada por un foso que impediría un posible ataque de la infantería. La parcela sobre la que se construyó tiene una extensión de 615 000 m², de los cuales 180 000 m² son de la fortaleza.
El fuerte nunca llegó a ser usado con fines defensivos, no tanto por la aparición de la aviación, sino de cañones de acero con ánima rayada y proyectiles ojivales que duplicaban el alcance y la capacidad de penetración en los muros, lo cual volvió obsoleto este tipo de estructuras.

## Historia

### Cuartel de Artillería
Las primeras tropas que acoge son el 4.º Regimiento de Artillería de Plaza y Posición, con cerca de 1500 hombres de guarnición.

### Prisión

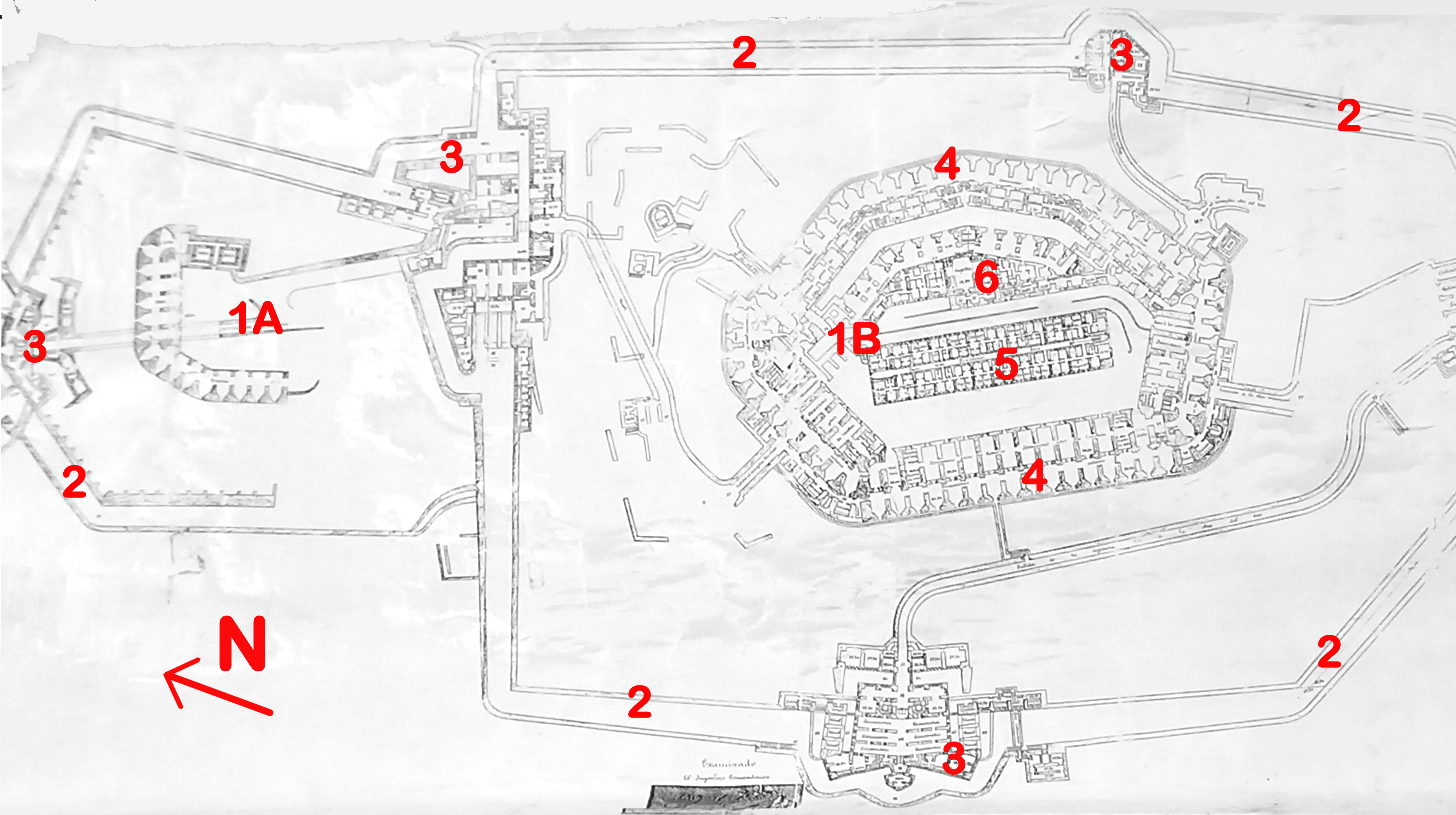
Plano del fuerte de Alfonso XII.
1A — Fuerte Viejo
1B — Fuerte Nuevo
2 — Fosos
3 — Caponeras
4 — Casamatas
5 — Edificio de Pabellones
6 — Edificio de Accesorios

En 1929 pasa a ser penal militar, realizándose las construcciones adecuadas para esta nueva función —para la cual no había sido concebido—, precisando la construcción de muros de separación entre las dependencias carcelarias y las de los guardianes. Estos muros fueron demolidos a principios del siglo XXI.
Con la Segunda República, en 1931, la instalación se denomina oficialmente "Fuerte de San Cristóbal". Sin embargo, y a raíz de la revolución de Asturias de 1934, se convirtió en "Prisión Provincial", es decir, prisión civil, hasta julio de 1936. Con el estallido de la guerra civil española pasó a ser cárcel política, cuyas deficientes condiciones provocaron una alta mortalidad por desnutrición y tuberculosis entre los reclusos.
El 22 de mayo de 1938, en plena guerra civil, se se produjo una fuga masiva de presos. En aquel momento había en la prisión de San Cristóbal 2.487 personas presas. Ese día, 14 de ellos matan al vigilante, acceden a las armas y emprenden la huida 795 presos, la mayoría de ellos sin armas ni conocimiento del terreno y en condiciones físicas muy deterioradas. En la persecución los guardianes matan a 207 fugitivos y detienen al resto, a excepción de tres que llegaron a la frontera con Francia. De los detenidos, 14 son fusilados acusados de ser los cabecillas de la fuga. Se estima que los golpistas de julio de 1936 llegaron a encarcelar en San Cristóbal a 4900 personas.
En 1941 pasa a ser hospital penitenciario, donde la mayoría de enfermos eran tuberculosos. En ese periodo murieron 203 presos, que fueron enterrados en los cementerios de 14 pueblos vecinos hasta que, por protestas de los alcaldes por el colapso de sus cementerios, se decidió enterrarlos en el conocido como "Cementerio de las botellas". El 6 de julio de 1945, se cierra el penal.

### Depósito de municiones y abandono
A partir de 1946, tras las debidas adecuaciones, se convierte en depósito de municiones hasta que es abandonado en 1987, pero manteniendo presencia militar para funciones de vigilancia hasta 1991. El 16 de noviembre de 2001 fue declarado Bien de interés cultural por la Dirección General de Bellas Artes. 

### Exhumación del "Cementerio de las botellas"
Desde septiembre de 2007, la Sociedad de Ciencias Aranzadi, la Sociedad Cultural Txinparta junto con la Asociación de Familiares de Fusilados de Navarra están procediendo a la exhumación de cadáveres del cementerio asociado a la prisión, conocido como "Cementerio de las botellas", donde se enterró a 131 presos republicanos a los que, junto al cuerpo, se enterraba una botella con sus datos personalesː nombre, profesión, fecha y causa de muerte y origen, por indicación del capellán de la prisión, José María Pascual.
José María Jimeno Jurío tenía referenciado el lugar como posible cementerio y se procedió al levantamiento y estudio de los cuerpos. Los restos encontrados son de personas que murieron en este recinto carcelario entre los años 1941 y 1944 debido a diversas enfermedades respiratorias, como tuberculosis o neumonía. En octubre de 2008 el juez Baltasar Garzón ordenó continuar con la exhumación de ese foso. Esta orden pretendía obligar a iniciar o continuar la búsqueda de diecinueve fosas donde se encuentran víctimas republicanas de la guerra civil española. Esta orden fue paralizada el 7 de noviembre por la Audiencia Nacional a petición de la Fiscalía, por no considerar las exhumaciones diligencias "necesarias para comprobar el delito o de reconocida urgencia". Posteriormente, el 18 de noviembre, el juez decidió inhibirse a favor de los juzgados territoriales y finalmente, diez días después, la Audiencia Nacional dictó que el juez Garzón no puede investigar los delitos franquistas. Decisión tomada con catorce votos a favor y tres en contra.
El Congreso de los Diputados en noviembre de 2007, por iniciativa de Nafarroa Bai, aprobó la inversión de 500.000 € para tareas de limpieza y acondicionamiento para evitar el derrumbe previstos a lo largo de 2008, que fueron ejecutadas con retraso y finalizadas en mayo de 2009. En estas obras se han eliminado todos los muros que se añadieron para la función de prisión, así como la cocina de la cárcel. Durante los fines de semana del mes de junio de 2009 se abrió al público en visitas guiadas, en las que algunas dependencias no fueron mostradas.
El obispado de Pamplona conservó en su poder los datos de los enterrados en el "Cementerio de las botellas" durante 60 años sin comunicárselo a los familiares hasta que se realizaron las exhumaciones y estudio en 2008. Los trabajos de exhumación y estudio dieron como resultado la entrega de restos mortales a 44 familias, quedando el resto localizado por si en un futuro aparecen más descendientes.
Se estima que en la prisión de San Cristóbal murieron unos 750 presos en diferentes circunstancias, entre ellos 200 que eran presos gubernativos navarros, que llegaron tras un juicio y que fueron fusilados por los falangistas, y 231 que perdieron la vida tras la fuga del 22 de mayo de 1938.